# Aggettivo e pronome indefinito
L'aggettivo indefinito e il pronome indefinito indicano cose, persone e animali senza specificarne con precisione la quantità o la qualità, quindi con il minimo grado di definitezza.
Spesso le loro forme coincidono, dato che l'aggettivo che accompagna il nome può prenderne il posto e fungere da pronome.
I seguenti aggettivi:
In Italia ci sono molte città storiche.
Quest'anno il ciliegio ha dato tanti frutti.
possono dunque assumere il ruolo di pronome:
Le città storiche in Italia sono belle, ma molte sono trascurate.
Quest'anno il ciliegio ha dato dei buoni frutti, peccato che tanti non siano stati raccolti.

## Aggettivo indefinito
Gli aggettivi indefiniti sono vari nei significati; essi possono indicare le seguenti cose:
- un'unità indefinita (al singolare) o una pluralità indefinita (al plurale);
- una quantità indefinita.

Riguardo alla forma, alcuni aggettivi sono variabili, altri no.
| indicano                                                          | maschile | maschile                                                                                                | femminile | femminile                                                                                                 |
| indicano                                                          | singolare | plurale                                                                                                 | singolare | plurale                                                                                                   |
| ----------------------------------------------------------------- | --- | --- | --- | --- |
| unità indefinita                                                  | nessun -o ciascun -o ogni qualunque chiunque qualsiasi qualsivoglia                                              | Non c'è                                                                                                 | nessun -a ciascun -a ogni qualunque chiunque qualsiasi qualsivoglia                                              | Non c'è                                                                                                   |
| pluralità indefinita                                              | alcun -o qualche                                                                                                 | alcun -i -                                                                                              | alcun -a qualche                                                                                                 | alcun -e -                                                                                                |
| unità indefinita (al plurale) o pluralità indefinita (al plurale) | cert -o talun -o tal -e                                                                                          | cert -i talun -i tal -i                                                                                 | cert -a talun -a tal -e                                                                                          | cert -e talun -e tal -i                                                                                   |
| quantità indefinita                                               | molt -o tropp -o tant -o alquant -o altrettant -o vari -o divers -o parecchi -o poc -o tutt -o altr -o cadaun -o | molt -i tropp -i tant -i alquant -i altrettant -i var -i divers -i parecch -i poch -i tutt -i altr -i - | molt -a tropp -a tant -a alquant -a altrettant -a vari -a divers -a parecchi -a poc -a tutt -a altr -a cadaun -a | molt -e tropp -e tant -e alquant -e altrettant -e vari -e divers -e parecchi -e poch -e tutt -e altr -e - |

- Gli aggettivi indefiniti, in genere, rifiutano l'articolo; lo ammettono: poco, molto, tanto, troppo e altro: la poca voglia, i molti difetti.

- Ogni, qualche, qualunque, qualsiasi, qualsivoglia sono invariabili e sono usati solo al singolare: Viene a trovarci ogni domenica; portaci qualche fiore; può arrivare in qualunque momento.

- Certo, diverso e vario sono aggettivi indefiniti se posti prima del nome; dopo il nome, invece, sono aggettivi qualificativi.

In certi (=tali - indefinito) casi non si sa che fare / Queste non sono notizie certe (=sicure - qualificativo);
Ho diversi (=molti, parecchi - indefinito) programmi / Abbiamo programmi diversi (=differenti - qualificativo);
Varie (=parecchie, molteplici - indefinito) persone seguivano il corteo / È spesso di umore vario (=mutevole - qualificativo).
- Tale, usato prevalentemente come dimostrativo, viene considerato indefinito quando significa un certo o uno fra tanti , oppure serve ad indicare un eccesso indescrivibile col significato di talmente tanto o talmente poco.

Ti vuole un tale Paolo.
C'era una tale confusione, che ce ne siamo dovuti andare.
- Altro può assumere parecchi significati: diverso (Vorrei vivere in un'altra città), precedente (L'altro quadrimestre i suoi risultati sono stati migliori), seguente (Quest'altr'anno andremo negli U.S.A.), nuovo (Pensa di essere un altro Michelangelo), di ripetizione (Devo tornare un'altra volta), di aggiunta (Mi occorre altro denaro); ha valore dimostrativo quando significa quello: Dammi l'altro (=quel) vestito.

- Nessuno ha generalmente un significato negativo. Quando è posto prima del verbo, non richiede altra negazione: Nessun dubbio ci attanaglia; quando invece è collocato dopo il verbo, richiede sempre la negazione non e può essere sostituito da alcuno: Non è uscita nessuna (= alcuna) persona. Non ho nessun (= alcun) dubbio.

- Molto, poco e tanto sono gli unici aggettivi (oltre ai qualificativi) che possono essere espressi anche al grado comparativo o superlativo:
  - molto ha il comparativo più e il superlativo moltissimo:

Ho più penne di te; Ho moltissime penne;
- - poco ha il comparativo meno e il superlativo pochissimo:

Ho meno forza di te; Ho pochissima forza;
- - tanto ha il superlativo tantissimo:

Abbiamo visto tantissime marmotte.
Ovviamente, essi non vanno mai da soli, ma devono accompagnare un nome.
- Taluno si usa per lo più al plurale, con significato analogo ad alcuno e certo; è proprio del registro formale:

In taluni casi è prevista la pena all'ergastolo.

## Pronome indefinito
Come già detto, spesso, un indefinito può prendere il posto del sostantivo invece di accompagnarlo e coprire il ruolo di pronome. Tra gli indefiniti appena esposti, è questo il caso di quasi tutti gli aggettivi illustrati: 
- Ho visto dei ragazzi, alcuni dei quali mi hanno riconosciuto
- Nessuno mi sta mai a sentire!
- Uno  di voi può venire alla lavagna?

Fanno eccezione soprattutto ogni, qualche, qualsiasi, qualsivoglia e qualunque, che vengono utilizzati generalmente come aggettivi:
- Qualsiasi cosa mi dica, non mi farai cambiare parere.
- Questo vino non ha carattere, è proprio qualsiasi (qui qualsiasi diventa pronome)

Esistono inoltre degli indefiniti che possono svolgere soltanto il ruolo di pronome. La loro classificazione è analoga a quella degli aggettivi:
- un'unità indefinita viene indicata con i pronomi qualcosa, qualcuno, chiunque, chicchessia, checché.
- la loro negazione viene indicata con i pronomi alcunché, nulla, niente